# Kanton Loja
Der Kanton Loja befindet sich in der Provinz Loja im äußersten Süden von Ecuador. Er besitzt eine Fläche von 1895 km². Im Jahr 2020 lag die Einwohnerzahl schätzungsweise bei 274.000. Verwaltungssitz des Kantons ist die Provinzhauptstadt Loja. Der Kanton wurde im Jahr 1824 eingerichtet.

## Lage
Der Kanton Loja befindet sich in den Anden im äußersten Osten der Provinz Loja. Der Kanton liegt zum Teil westlich und zum Teil östlich der kontinentalen Wasserscheide. Der Süden des Kantons bildet die Quellregion des Río Catamayo, der zentrale und nordöstliche Teil bildet die Quellregion des Río Zamora, der Nordwesten wird über den Catamayo-Nebenfluss Río Guayabal und den Río Puyango entwässert. Der Kanton wird von der Fernstraße E35 (Catamayo–Loja–Saraguro) durchzogen. Die E682 führt von Loja nach Süden zur peruanischen Grenze. Die E50 führt von Loja in östlicher Richtung nach Zamora.
Der Kanton Loja grenzt im Osten und im Süden an die Provinz Zamora Chinchipe, im Westen an die Kantone Espíndola, Quilanga, Gonzanamá und Catamayo, im Nordwesten an die Provinz El Oro sowie im Norden an den Kanton Saraguro.

## Verwaltungsgliederung
Der Kanton Loja ist in die Parroquias urbanas („städtisches Kirchspiel“)
- Carigán
- El Sagrario
- El Valle
- Punzara
- San Sebastián
- Sucre

und in die Parroquias rurales („ländliches Kirchspiel“)
- Chantaco
- Chuquiribamba
- El Cisne
- Gualel
- Jimbilla
- Malacatos
- Quinara
- San Lucas
- San Pedro de Vilcabamba
- Santiago
- Taquil
- Vilcabamba
- Yangana

gegliedert.